# Gustav Adolfs kyrka, Liverpool
Gustav Adolfs kyrka (engelska: Gustav Adolf Church) eller Skandinaviska sjömanskyrkan (engelska: Scandinavian Seamen's Church) är en luthersk kyrkobyggnad i Park Lane i Liverpool, Merseyside i England i Storbritannien. Där finns även ett center för Liverpools internationella nordiska sällskap. Kyrkan byggdes 1883–1884.

### Fotnoter
1. ↑  ”About us”. Liverpools internationella nordiska sällskap. http://nordicliverpool.co.uk/?page_id=213. Läst 15 april 2014.